# L'Empire Bo$$é
Pour plus de détails, voir Fiche technique et Distribution.
L'Empire Bo$$é est un film québécois réalisé par Claude Desrosiers sorti en 2012 et mettant en vedette Guy A. Lepage et Claude Legault.

## Synopsis
L'histoire de l'ascension sociale de Bernard Bossé, fils d'ouvrier devenu un riche homme d'affaires, raconté sous forme de documentaire par une équipe de tournage de la télévision au moment où on s'apprête à lui injecter une dose fatale pour mettre fin à son état comateux végétatif dans lequel il se trouve depuis un accident sept ans plus tôt.

## Fiche technique
- Titre original : L'Empire Bo$é
- Réalisation : Claude Desrosiers
- Scénario : Yves Lapierre, Luc Déry, André Ducharme
- Musique : Christian Clermont
- Direction artistique : Jean Babin
- Décors : Michèle Forest
- Costumes : Josée Castonguay
- Maquillage : Kathryn Casault
- Coiffure : Ann-Louise Landry
- Photographie : Martin Falardeau
- Son : Martin C. Desmarais, Robert Labrosse, Martin M. Messier, Stéphane Bergeron
- Montage : Dominique Champagne
- Production : Lyse Lafontaine, François Tremblay, Guy A. Lepage
- Société de production : Lyla Films
- Sociétés de distribution : Les Films Séville, Alliance Atlantis
- Budget : 5,5 millions $ CA[1]
- Pays de production :  Canada
- Langue originale : français
- Format : couleur
- Genre : comédie satirique
- Durée : 95 minutes
- Dates de sortie :
  - Canada : 12 mars 2012 (première au cinéma Impérial de Montréal)[2]
  - Canada : 16 mars 2012 (sortie en salle au Québec)
  - Canada : 19 juin 2012 (DVD)

## Distribution
- Guy A. Lepage : Bernard Bossé
- Claude Legault : Jacques « Coco » Lacasse
- Valérie Blais : Lise Filion (Bossé)
- Élise Guilbault : Angelina Bossé, mère de Bernard
- Magalie Lépine-Blondeau : Simone Desormeaux (de Carufel) /  Lise Filion revampée
- James Hyndman : Michel de Carufel
- Gabriel Arcand : Antoine de Carufel
- Cynthia Wu-Maheux : Jade Bossé
- Benoît McGinnis : François-Justin Bossé
- Jean-François Casabonne : le réalisateur-narrateur
- Yves P. Pelletier : Gervais Morrissette
- Alexander Bisping : médecin à la Maison Bossé
- Pascal Contamine : le responsable des stocks
- Vincent Hoss-Desmarais : serveur à la Maison Bossé
- Mylène Mackay : journaliste au poste de police
- Michael Rudder (en) : commissaire Robbins
- Jean-François Boudreau : oncle Valère
- Yvan Benoît : Wilfrid Lemaire
- Georges-Hébert Germain : lui-même
- Marcel Aubut : lui-même
- Gilbert Rozon : lui-même
- Lise Watier : elle-même

## Distinctions

### Nominations
- Prix Jutra 2013 :
  - meilleur maquillage : Kathryn Casault
  - meilleure coiffure : Ann-Louise Landry